# Victor Marie Georges Legros
Pour les articles homonymes, voir Legros.
Victor Marie Georges Legros est un homme politique français né le 28 mai 1861 à Aubusson (Creuse) et décédé le 3 septembre 1940 à Montrichard (Loir-et-Cher).

## Biographie
Victor Marie Georges Legros est le fils de Michel Victor Legros, docteur en médecine, et de Marie Marguerite Laurence Cancalon. Il épouse sa cousine germaine Marguerite Marie Valentine Renée Cancalon, fille de Charles Auguste Cancalon, docteur en médecine, et d'Anne Paula Deboudachier.
Médecin à Montrichard, il est conseiller général du canton de Montrichard de 1907 à 1931. Il est député de Loir-et-Cher de 1914 à 1924 et de 1925 à 1932, inscrit chez les radicaux.